# Hipertekst

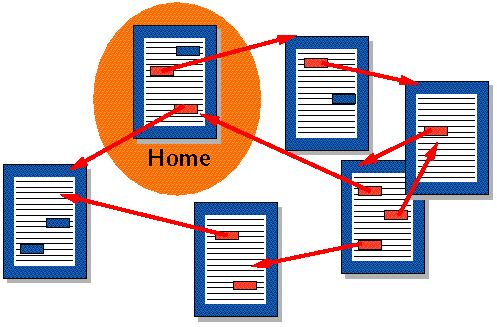
Dokumenty połączone hiperłączami

Hipertekst – organizacja danych w postaci niezależnych leksji połączonych hiperłączami. Hipertekst cechuje nielinearność i niestrukturalność układu leksji. Oznacza to, że nie ma z góry zdefiniowanej kolejności czytania leksji, a nawigacja między nimi zależy wyłącznie od użytkownika.

## Definicje hipertekstu
Theodor Nelson w 1965 roku jako pierwszy sformułował pojęcie hipertekstu. Cechą charakterystyczną utworów hipertekstowych według tego badacza jest niesekwencyjność, która pozwala odbiorcy na nieliniową lekturę i stworzenie oryginalnego sposobu odczytania dzieła. Podobnie uważa Noah Wardrip-Fruin, który dodatkowo podkreśla znaczenie hiperłączy współtworzących modularną budowę hipertekstów.
Małgorzata Góralska wymienia nielinearną budowę utworów hipertekstowych jako czynnik umacniający wrażenie losowości lektury i zwiększa u odbiorcy poczucie kontroli nad rozwojem narracji. Tyczy się to zwłaszcza hipertekstów literackich.

## Budowa i mechanika działania hipertekstów
Utwory hipertekstowe składają się z jednostek nazywanych leksjami, segmentami. Są to najczęściej fragmenty tekstu tworzące zawartość treściową hipertekstu. Autor powinien zadbać o co najmniej minimalną spójność znaczeniową między leksjami, aby odbiorca był w stanie zrozumieć ogólny przekaz zawarty w utworze, niezależnie od tego, czy ma do czynienia z hipertekstem narracyjnym lub nienarracyjnym. Brak ciągłości semantycznej może być wykorzystany celowo, gdy autor chce wywołać w czytelniku poczucie zagubienia.
Leksje są ze sobą połączone za pomocą hiperłączy. Odbiorca przemieszcza się po utworze przez klikanie w dowolne linki zagnieżdżone w segmencie. Hiperłącza odróżniają się od innych elementów tekstowych przez widoczne zakotwiczenie linku. Autor może zaznaczyć je np. kolorem, pogrubieniem, odmiennym krojem lub stopniem pisma. Funkcję łącza mogą spełniać również obrazy.
Utwory hipertekstowe o szczególnie skomplikowanej strukturze są wyposażone w mapy. Obrazują one połączenia między poszczególnymi segmentami lub wątkami tematycznymi zawartymi w hipertekście. Dzięki nim odbiorcy jest łatwiej zrozumieć zachodzące między nimi relacje i wyciągać wnioski zarówno podczas lektury, jak i po jej zakończeniu.

## Systemy hipertekstowe
Pierwszym systemem do tworzenia struktur hipertekstowych był NLS zaprojektowany przez Douglasa Engelbarta w 1968 roku. Służył do projektowania i zarządzania informacjami w środowisku komputerowym. System pozwolił na uporządkowanie i hierarchizację danych, a także usprawnił ich opracowywanie.
Hipertekst w środowisku literackim funkcjonuje od lat 80., gdy twórcy zaczęli wykorzystywać systemy do komponowania hipertekstów takie jak HyperCard, Guide czy Storyspace. Dostęp do tych narzędzi spowodował wzrost popularności literatury hipertekstowej.
Storyspace stworzyli Jay David Bolter, Michael Joyce, John Smith i Mark Bernstein. Ten system służył do tworzenia dokumentów hipertekstowych o złożonej strukturze, które miały funkcjonować jako autonomiczne programy. Tak wyeksportowane programy mogły być obsługiwane zarówno przez strony WWW, jak i być odczytywane z poziomu dysku lub dysków optycznych.
Najbardziej znanym systemem hipertekstowym jest sieć WWW, chociaż posiada ona pewne ograniczenia w stosunku do innych systemów, takich jak HyperCard czy Storyspace (np. nie są przewidziane połączenia leksji/stron jeden do wielu).

## Typologia
Michaił Viesel zaproponował rozbudowaną typologię hipertekstów. Podstawowy podział utworów hipertekstowych uwzględnia ich relację ze sztuką. Hiperteksty artystyczne spełniają funkcję estetyczną, mogą być rozbudowane fabularnie. Pod tym względem są porównywalne z literaturą piękną, która ma oddziaływać na emocje czytelnika. Nieartystyczne funkcjonują podobnie jak dokumenty informacyjne, naukowe czy użytkowe, tzn. nie charakteryzują się literackością i nie muszą odznaczać się walorami estetycznymi. Zawierają interaktywne odsyłacze np. do innych działów czy stron.
Badacz scharakteryzował oprócz tego hiperteksty aksjalne i dyspersywne. Te utwory, których mechanika działania wyraźnie nawiązuje do książek tradycyjnych i przez to znacznie utrudnia nielinearną lekturę, nazywa się aksjalnymi. Hiperteksty dyspersywne nie mają sztywno określonych początku i końca, a także ściśle określonej osi narracyjnej. Czytelnik może zacząć i zakończyć lekturę w dowolnym miejscu utworu.
Viesel wyróżnił hiperteksty projekty kolektywne oraz utwory jednego autora. Projekty kolektywne to te oferujące odbiorcom możliwość dołączania własnych elementów do istniejącego utworu. Niesie to za sobą ryzyko pozorowania przez autora właściwego wkładu innej postaci współtworzącej. W przypadku drugiego typu autor sam wykonuje cały hipertekst, łącznie z programowaniem i tworzeniem zawartości treściowej.
Hipertekst doskonale sprawdza się w przypadku przechowywania danych o charakterze informacyjnym (vide Wiki), popularny jest jednak również tzw. hipertekst literacki (hiperfikcja), czyli utwór literacki zorganizowany w postaci hipertekstu. Można wyróżnić hiperfikcje dyskowe (stand alone hypertext), tworzone przy użyciu różnorodnych systemów hipertekstowych i rozprowadzane na materialnych nośnikach, jak np. CD oraz hiperfikcje sieciowe dostępne na stronach WWW.

## Hipertekst w kontekście kulturowym
Korzenie hipertekstu tkwią nie tylko w historii komputerów, lecz także w teorii literatury (m.in. Roland Barthes, autor pojęcia leksja) oraz w literaturze, w postaci tzw. protohipertekstów, do których niektórzy badacze zaliczają m.in. Życie i myśli JW Pana Tristrama Shandy Lawrence'a Sterne'a, Rękopis znaleziony w Saragossie Jana Potockiego czy Grę w klasy Julia Cortázara.
Hiperteksty i gry komputerowe mają kilka cech wspólnych. Zarówno w jednym, jak i drugim gatunku odbiorca ma złudne poczucie wolności wyboru podczas podejmowania decyzji o rozwoju fabuły. Podobnie jak w grach, do zakończenia całego utworu (lub jednego z kilku możliwych zakończeń) prowadzą dokładnie określone szeregi leksji. Oba gatunki odznaczają się również interaktywnością i dostosowywaniem się do decyzji podjętych przez odbiorcę. W obszarze gier komputerowych mechaniką przypominającą tę wykorzystywaną w hipertekstach wyróżnia się Otchłań, należąca do gatunku RPG. Jest to gra tekstowa, reagująca na komendy wpisywane przez gracza, który przez swoje decyzje poznaje świat przedstawiony.